# Велике Борилово (Бабаєвський район)
Велике Борилово — присілок в Бабаєвському районі Вологодської області.
Входить до складу Борисовського сільського поселення (з 1 січня 2006 року по 13 квітня 2009 року входила в Афанасьєвське сільське поселення).

## Розташування
Відстань по автодорозі до районного центру Бабаєво — 57 км, до центру муніципального утворення села Борисово-Судське по прямій — 16 км. Найближчі населені пункти — с. Ігумново, с. Мале Борилово, с. Овсянніково. Станом на 2002 рік проживало 24 чоловіка.